# Pallenopsis alcocki
Pallenopsis alcocki är en havsspindelart som beskrevs av Calman, W.T. 1923. Pallenopsis alcocki ingår i släktet Pallenopsis och familjen Phoxichilidiidae.
Artens utbredningsområde är Indiska oceanen. Inga underarter finns listade i Catalogue of Life.